# José Lo Giúdice
José Lo Giúdice (Provincia de Salta, Argentina, 17 de febrero de 1900 - ibídem, 25 de marzo de 1971) fue un pianista y compositor de música argentina de vasta trayectoria.

## Biografía
Lo Giúdice nació en Campo santo, en Salta. Fue hijo de Don Pablo Lo Giúdice y Doña Matilde Longo Saluzzi, ambos de origen italiano. 
José continúa su educación en la escuela Dr. Benjamín Zorrilla. 
Luego ingresa al Seminario Conciliar de Salta, a cargo de los sacerdotes de la congregación del Verbo Divino.
En dicho seminario, José cursa humanidades y filosofía con excelentes calificaciones. También estudia canto y música.
Hacia 1921, viaja a Italia para estudiar en la escuela de Florestano Rossomandi en el Real Conservatorio Nazionale di Napoli. Estudia composición y armonía, el eximio profesor por un periodo de cuatro años.
De regreso a la Argentina, tras una temporada en Buenos Aires (donde se establece para estudiar música popular y observar el desarrollo del tango), se dirige a Chile y Bolivia en cuyos países dirige e integra la Orquesta Típica argentina «Basiglio-Giúdice», en la que introduce la música porteña.
La orquesta estaba conformada por: José Basiglio en violín, Humberto Tallo en bandoneón, Néstor Portocarrero en percusión. Lo Giúdice se encargaba del piano y la dirección. También formaron parte los bandoneonistas José Ciardi y Santiago Masssoia. En ambos países desplegó una extraordinaria actividad musical, haciendo gustar particularmente al tango, a la vez que compuso y editó varias páginas, tales como  «Alma Paceña» y «Lamento quechua» (primera transcripción del charango al piano). Estos tangos fueron editados por Víctor Loayza como: «Barra fuerte», «Lágrimas de un tango» (Ed. Julio Korn Buenos Aires), «Por mi culpa», «Como los zorzales», «Pervertida» hecha con Marfa Ossio y «Pobre cieguita»; hecha con Natalio Sánchez Rodrigo.

Estas obras quedan incorporadas al repertorio nacional argentino y boliviano. Luego integra los primeros grupos de difusión folclórica, alentando estas manifestaciones desde sus funciones en cargos públicos provinciales. 
Adquiere conocimientos de folclore amerindio e idiomas como el Quechua y el Aimara. Hay constancia de que permaneció en Bolivia hasta diciembre de 1931.
En la década de 1940, retornó a Salta con un bagaje de conocimientos y experiencias que habrían de diseñar su perfil musicológico y su singular capacidad creadora, no obstante su inalterable modestia.
En 1943 viajó a Mendoza en busca de trabajo. Estuvo alojado en la casa de familia de su amigo Jesús Álvarez Conde. Establecido posteriormente en Salta, contrae matrimonio con Josefa Quintero. Tienen cuatro hijos: Lucía Matilde, Juan Pablo, José Víctor y María Rosa. 
Desempeñó diversas funciones públicas y recibió distinciones. Fue Director de la Emisora Oficial L.V.9 Radio Provincia de Salta desde 1946 a 1949.
Compuso además sonatas y romanzas para piano, cuatro cuartetos para cuerdas, un «Adagio Cantabile», para violoncelo y piano, diversas páginas corales, siendo las más notables el «Himno de la Universidad Católica de Salta» (letra de Luis D'Jallad) y la música del «Himno del Bachillerato Humanista Moderno de Salta» (letra del R.P. Avellaneda). También escribió una obra para orquesta titulada «Danza». 
No obstante no haber publicado ningún trabajo, tiene escritas diversas piezas literarias. Es que su grandeza de alma, su gran calidad artística y su vasta cultura han permanecido en silencio –como ocurre a veces con los verdaderos talentos- pues vivió retraído en el silencio de su hogar, dedicado al arte, el estudio y la meditación. José Lo Giúdice falleció en su ciudad natal el 25 de marzo de 1971.

## Cargos
- 1946 al 1949: Fue director de la Emisora Oficial L.V.9 Radio Provincia de Salta.
- 1951 a 1952: Fue director de "Asuntos Culturales" de la provincia.
- 1951: Presidente de la comisión de espectáculos públicos. Promueve numerosos actos culturales y artísticos patrocinando valores locales, nacionales y extranjeros.
- Propuso la construcción de un teatro griego en la parte posterior del monumento a Güemes, y la construcción de una escuela de música oficial con la estructuración posterior de una orquesta. También solicita medidas oficiales para preservar e impulsar la artesanía creando talleres y centros de ventas de los productos con apoyo oficial.
- Fue nombrado organista oficial para la Novena del Señor y la Virgen del Milagro en la Catedral Metropolitana de Salta, por requerimiento de Mons. Marcos Lira y R. P. Pedro Lira. También ejecutó durante muchos años los órganos de otros templos salteños, como la Iglesia San Francisco, Ntra. Sra. de La Merceded, Ntra. Sra. de la Viña y San Alfonso, acompañando a coros y solistas que visitaban la ciudad. Por 40 años dictó clases particulares de piano y armonía.

Integró varios jurados
- Artes plásticas: Primeros salones del noroeste, Santiago del Estero, y Tucumán.
- Literatura: Fiesta de la vendimia, del tabaco y de la albahaca (salta, 1950-52)
- Música: Segundo y tercer concurso de guitarra nacional de salta del 1969 y al 1970.

Hasta su muerte, ocupó la cátedra de cultura musical en la escuela normal de Cafayate. Esta actividad interfirió su dedicación a la composición, debido a los constantes viajes, ya que su residencia junto a su familia se encontraba en la Ciudad de Salta, en la esquina Balcarce y Entre Ríos, vieja casona conocida como Los Altos de la Balcarce. Fue demolida en la década de 1970.